# Ummidia carabivora
Ummidia carabivora är en spindelart som först beskrevs av Atkinson 1886.  Ummidia carabivora ingår i släktet Ummidia och familjen Ctenizidae. Utöver nominatformen finns också underarten U. c. emarginata.